# Îles Marshall
Pour les articles homonymes, voir Marshall.
République des Îles Marshall
(mh) Aolepān Aorōkin M̧ajeļ 
(en) Republic of the Marshall Islands 
Les Îles Marshall ou les Marshall, en forme longue la république des Îles Marshall, sont un État de Micronésie, en Océanie.
Cet archipel est situé dans le sud-ouest de l'océan Pacifique nord, à l’est des îles Carolines, au nord-nord-ouest des îles Gilbert, au sud et sud-sud-est de Wake et à l'est-sud-est des Mariannes du Nord. Il est formé d'îles volcaniques et d’atolls coralliens. Il s'est fait connaître du monde entier comme site d'essais nucléaires atmosphériques des États-Unis dans les années 1940 et 1950. Son indépendance, vis-à-vis des États-Unis, a été reconnue officiellement en 1990.

## Nom
Le nom « îles Marshall », avec une minuscule à « îles », désigne l'archipel (au sens géographique), alors que le nom « Îles Marshall », avec une majuscule à « Îles », correspond au nom politique du pays. En marshallais le pays s'appelle Aleōn in M̧ajeļ, M̧ajeļ et Aolepān Aorōkin M̧ajeļ ; en anglais Marshall Islands et Republic of the Marshall Islands.
Ces îles portent le nom de John Marshall, un de leurs découvreurs, et font partie des quelques États, comme la Colombie, les Îles Cook, la Bolivie ou l'Arabie saoudite, nommés d'après une personne.

## Histoire

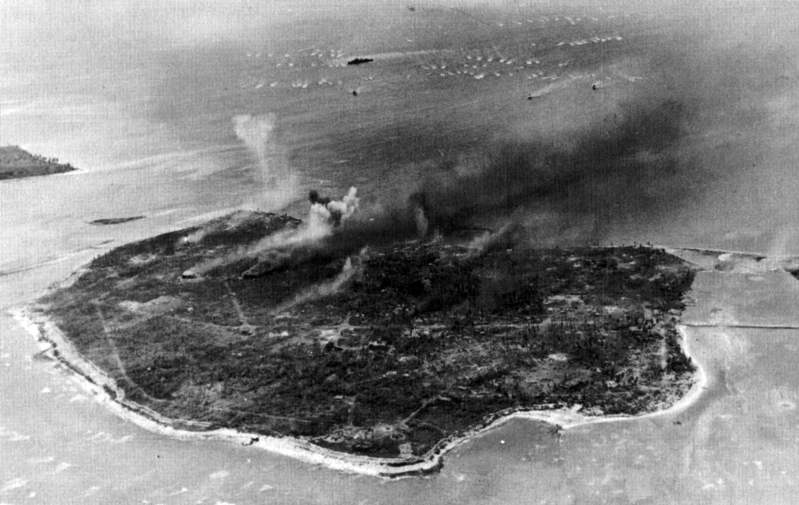
Plusieurs îles et atolls ont conservé des séquelles de guerre à la suite de la Seconde Guerre mondiale (ici, île Namu ou Namur). Il subsiste encore aujourd'hui des mines dans certaines îles inhabitées et des munitions immergées non explosées.

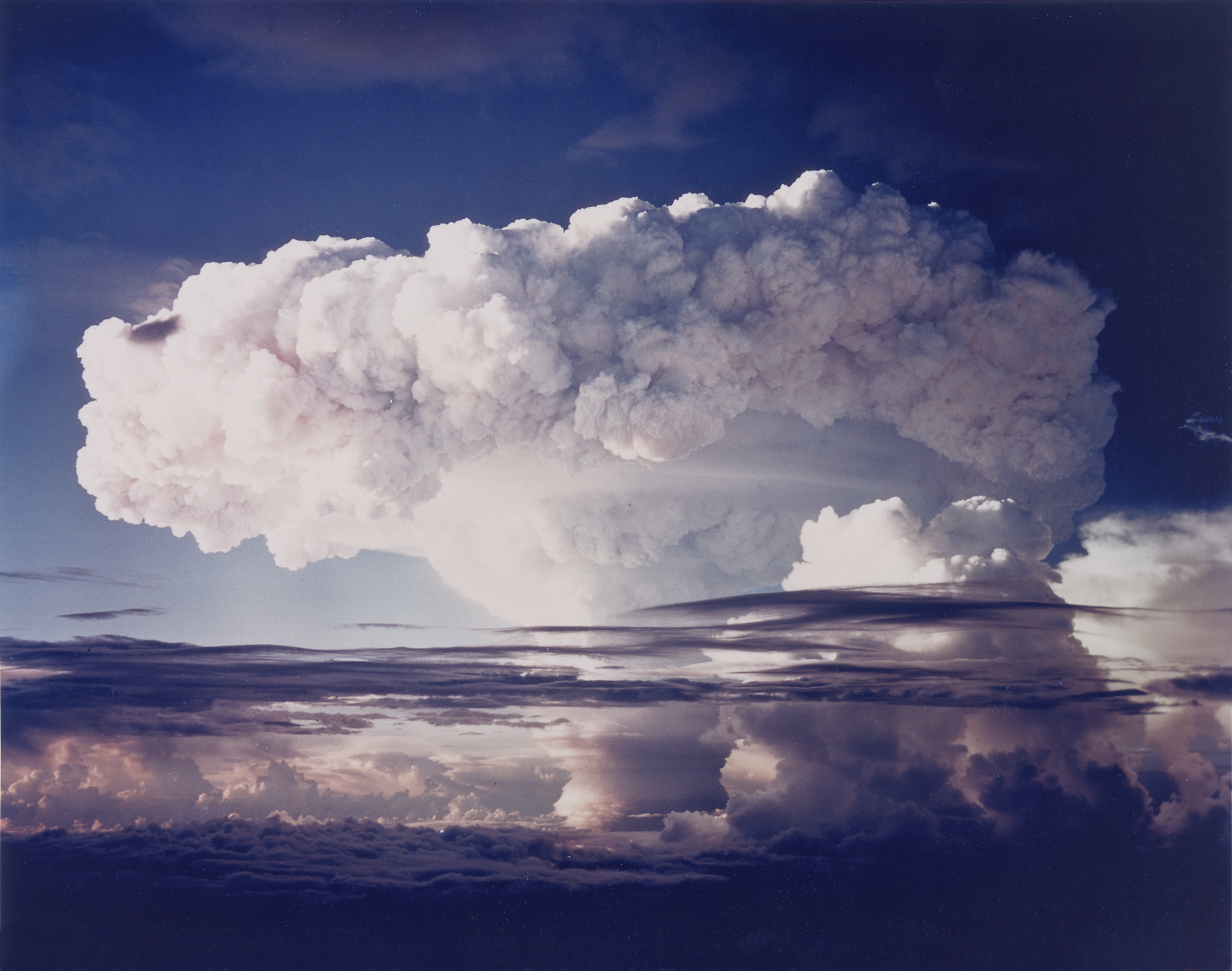
Ivy Mike, premier test de la Bombe H le 1 novembre 1952 sur l'atoll de Enewetak.

On connaît peu de choses sur l’histoire ancienne de ces îles. Il y a 5 000 ans (3000 av. J.-C.), des habitants du littoral de la Chine du Sud, cultivateurs de millet et de riz, commencent à traverser le détroit pour s'installer à Taïwan. Vers 2000 av. J.-C., des migrations ont lieu de Taïwan vers les Philippines. De nouvelles migrations commencent bientôt des Philippines vers Célèbes et Timor et, de là, les autres îles de l'archipel indonésien. Vers 1500 av. J.-C., un autre mouvement mène des Philippines en Nouvelle-Guinée et au-delà, les îles du Pacifique. Les Austronésiens sont sans doute les premiers navigateurs de l'histoire de l'humanité.
Le 21 août 1526, l'explorateur espagnol Alonso de Salazar est le premier Européen à apercevoir les Ralik et les Ratak, mais celles-ci restent très peu visitées jusqu'en 1788, date à laquelle le capitaine britannique John Marshall les traverse par hasard à nouveau, de concert avec le capitaine Thomas Gilbert. C'est l'amiral estonien, au service du tsar, Johann Adam von Krusenstern, qui leur donne leur nom moderne d'îles Marshall vers 1820, confirmé la même année par le capitaine français Louis Isidore Duperrey. Toutefois, jusqu'au milieu du XIXe siècle, on leur donne encore alternativement le nom d'îles Mulgraves.
Une société de commerce allemande colonise les îles en 1885, puis elles intègrent le protectorat de la Nouvelle-Guinée allemande quelques années après. 

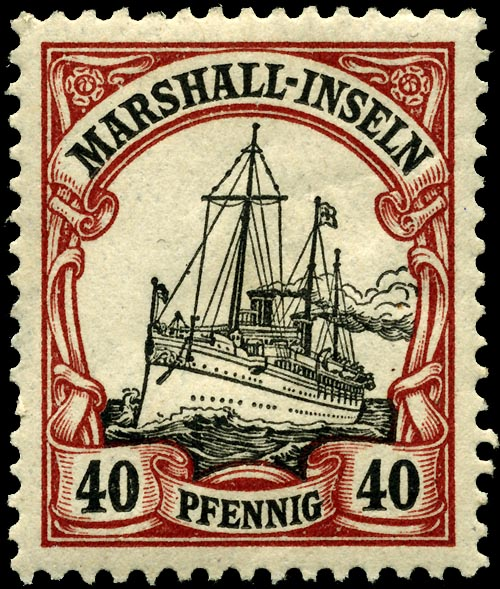
Timbre de 1901.

Le 3 octobre 1914, les Japonais débarquent sur ces îles et les administrent comme territoire sous mandat des îles du Pacifique accordé par la Société des Nations le 17 décembre 1920.

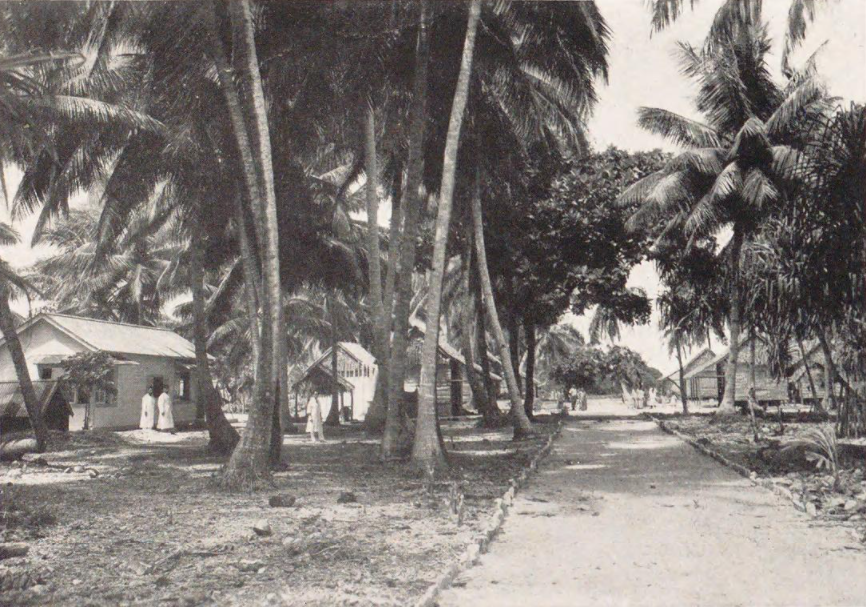
Jaluit (extrait d'un livre de 1932).

Lors de la Seconde Guerre mondiale, certains des atolls sont l'enjeu de violents combats entre les forces japonaises et américaines. Les États-Unis envahissent les îles (23 février 1944) qui sont placées sous leur tutelle en 1947 (18 juillet). Dès la fin de la guerre, les États-Unis commencent à effectuer des essais nucléaires qui continuent jusque dans les années 1960. Beaucoup de Marshallais souffrent des niveaux élevés de rayonnement radioactifs et des réclamations de dédommagements sont toujours en cours,,,.
Le 1er août 1979, la république des Îles Marshall signe un accord d'association libre avec le gouvernement américain. Cet accord devient effectif le 20 octobre 1986, avec la dissolution de l'ancienne tutelle. L'indépendance formelle date du 22 décembre 1990, date à laquelle le Conseil de sécurité des Nations unies ratifie la fin de la tutelle.
Le 24 avril 2014, le gouvernement des Îles Marshall dépose simultanément au greffe de la Cour internationale de justice des requêtes introductives d’instance contre neuf États : les États-Unis, la Russie, la Chine, la France, l'Inde, le Pakistan, la Corée du Nord, Israël et le Royaume-Uni. Il les accuse de « ne pas s’acquitter de leurs obligations relatives à la cessation de la course aux armes nucléaires à une date rapprochée et au désarmement nucléaire ». La Cour a toutefois indiqué qu'elle n'avait admis que les plaintes contre le Royaume-Uni, le Pakistan et l'Inde, car ces trois États ont accepté par le passé la « compétence obligatoire » de la CIJ, ce qui n'est pas le cas des autres États nommés.
En 2018, le pays devient le premier au monde à lancer une cryptomonnaie légale.
En 2022, le Conseil des Droits de l'Homme de l'ONU apporte son soutien à la campagne du gouvernement en vue d'obtenir des États-Unis réparation à la suite des essais nucléaires.

## Politique
Le régime politique des Îles Marshall est de type constitutionnel. Le Président de la République des Îles Marshall est à la fois le chef de l'État et le chef du gouvernement. Le président est élu parmi et par les membres du parlement (Nitijela) ; il nomme son propre cabinet. La durée du mandat est de 4 ans et est renouvelable. Depuis le 3 janvier 2024 c'est Hilda Heine qui détient le rôle de présidente de la République.
Les Îles Marshall revendiquent l'atoll américain de Wake.

## Subdivisions
Administrativement, les Îles Marshall sont divisées en 34 municipalités :
- Ailinginae
- Ailinglaplap
- Ailuk
- Arno
- Aur
- Bikar
- Bikini
- Bokak
- Ebon
- Eniwetok
- Erikub
- Jabat
- Jaluit
- Jemo
- Kili
- Kwajalein
- Lae
- Lib
- Likiep
- Majuro
- Maloelap
- Mejit
- Mili
- Nadikdik
- Namorik
- Namu
- Rongelap
- Rongerik
- Toke
- Ujae
- Ujelang
- Utirik
- Wotho
- Wotje

## Géographie

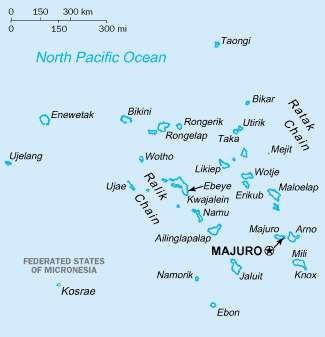
Carte des Îles Marshall

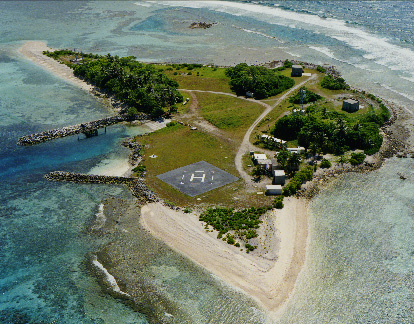
L'île d'Omelek, dans l'atoll Kwajalein, Îles Marshall.

Le pays est constitué de 30 atolls et d'environ 1 100 îles dont les plus importantes
forment deux groupes disposés en chaînes parallèles : la chaîne de Ratak (du soleil levant) constituée de dix-huit îles principales situées à l'est et où se trouve le centre administratif Majuro ; et la chaîne de Ralik (du soleil couchant) constituée de quatorze îles situées à l'ouest dont Bikini, Eniwetok et Kwajalein, le plus grand atoll du monde (si l'on tient compte du lagon intérieur).

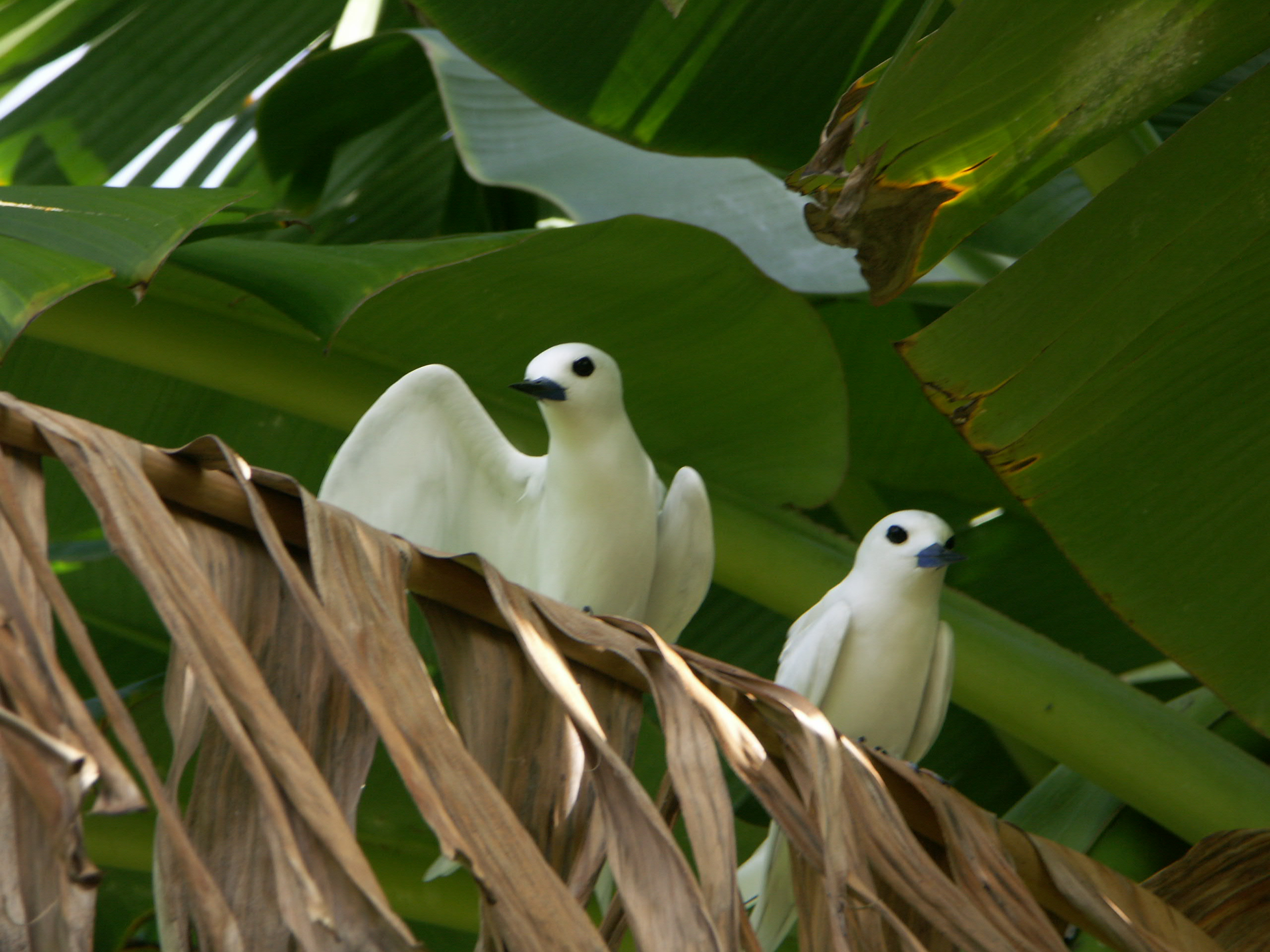
Avifaune des Marshall.

Les deux tiers de la population du pays vivent sur l'atoll Majuro, où se trouve la capitale, et sur Ebeye. Les îles extérieures sont peu peuplées à cause des faibles possibilités d'emploi et de développement économique.[réf. nécessaire]
Le climat des Îles Marshall est chaud et humide, avec une saison des pluies de mai à novembre. Les îles sont parfois sur le passage des ouragans.
Les îles Marshall sont particulièrement vulnérables au changement climatique. L’élévation du niveau de la mer provoque de fortes marées qui inondent les rivages. L'érosion aggrave le danger dû à l'enfouissement de résidus des explosions des bombes nucléaires américaines. La multiplication des moustiques à cause de la chaleur et de l’humidité est à l'origine d'une épidémie de dengue en 2019. Les typhons sont de plus en plus intenses.

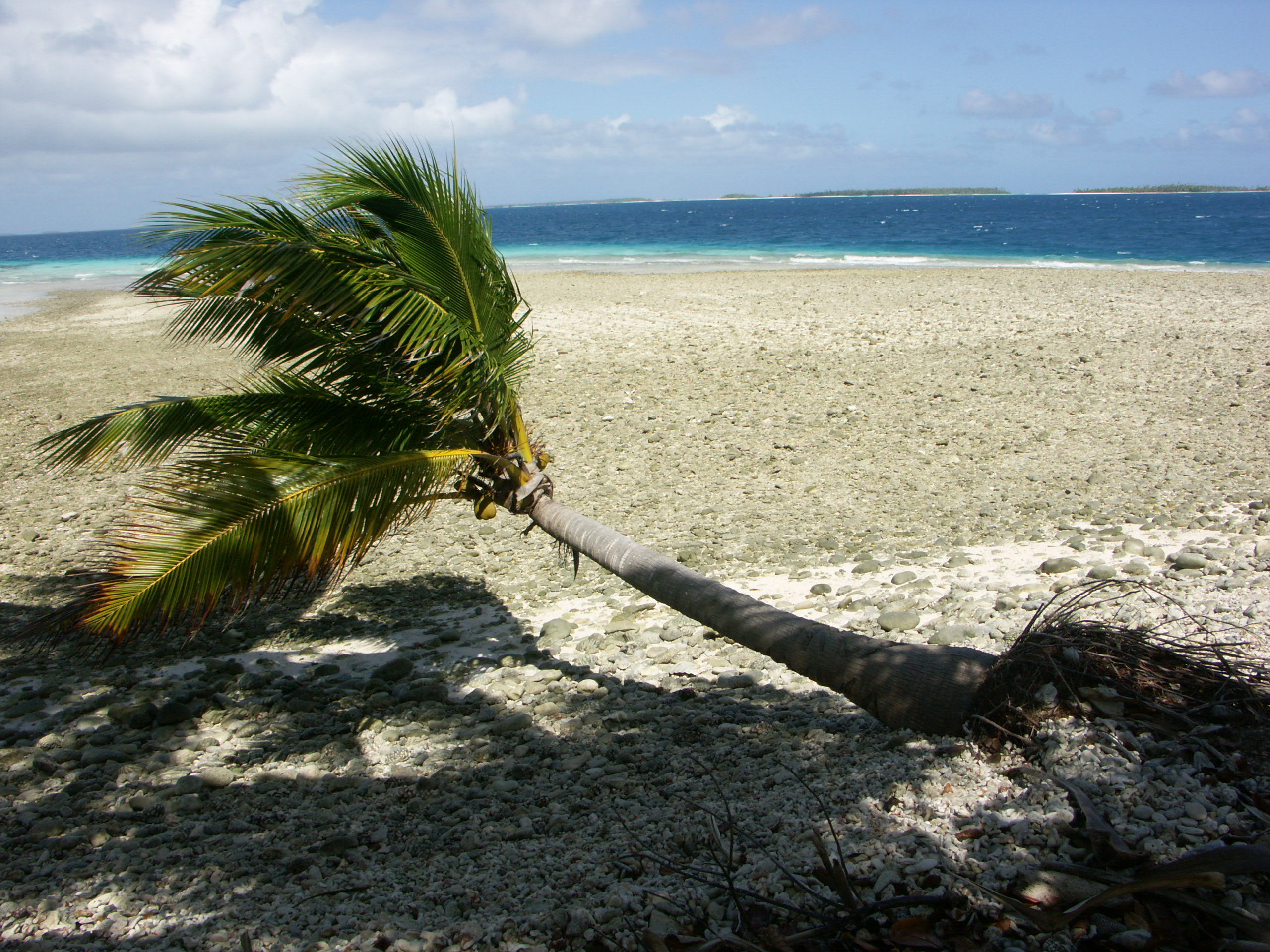
Rivage.

## Économie
L'aide gouvernementale des États-Unis est le soutien principal de cette minuscule économie insulaire. En vertu du contrat de libre association, les États-Unis fournissent approximativement 65 millions de dollars d'aide annuelle. La production agricole est effectuée essentiellement dans de petites exploitations. Les produits agricoles commercialisés les plus importants sont la noix de coco, les tomates, les melons et les fruits de l'arbre à pain.
L'industrie se limite à l'artisanat ainsi qu'à la transformation du poisson et du coprah. L'industrie du tourisme, qui est actuellement une modeste source de devises étrangères et emploie moins de 10 % de la main-d'œuvre, dispose d'un potentiel important. Les îles ont peu de ressources naturelles, et les importations dépassent de loin des exportations.
Le chômage touche près d'un tiers de la population active[Quand ?].
En 1999, des négociations étaient en cours pour un accord prolongé avec les États-Unis. La réduction des effectifs du gouvernement, la sécheresse, une baisse dans la construction et le déclin du tourisme et des investissements étrangers dus aux difficultés financières asiatiques ont fait chuter le PIB en 1996-1998.
Les Îles Marshall font partie des grands pavillons de complaisance depuis 2001 lorsque sa flotte atteint à cette date les 11,7 millions de tonnes de port en lourd contre 2,1 millions de tonnes en 1994. Il est l'un des plus importants dans les années 2010 puisqu'y sont immatriculées, en mars 2017, 3 244 unités pour 223,762 millions de tonnes de port en lourd la mettant au second rang mondial des flottes marchandes mondiales contre 2 580 unités pour 175,345 millions de tonnes de port en lourd (3e rang mondial) au 1er janvier 2015. De nombreux yachts de luxe sont enregistrés aux Îles Marshall.
En janvier 2014, le pays figure sur la liste française des paradis fiscaux et sur la liste grise des paradis fiscaux non coopératifs de l’OCDE.
Le 6 janvier 2020, les Îles Marshall sont retirées de la liste française des paradis fiscaux par arrêté ministériel .

## Forces armées
Le pays n'a pas d'armée. La défense du territoire est assurée par les États-Unis.

## Démographie

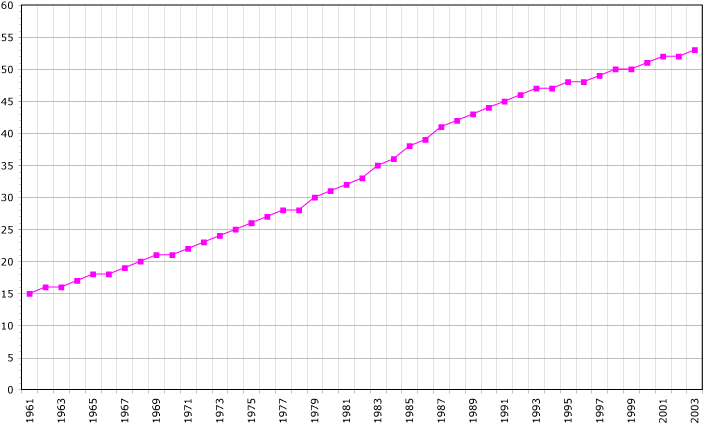
Évolution de la démographie entre 1961 et 2003 (chiffre de la FAO, 2005). Population en milliers d'habitants.

Répartition de la population aux Îles Marshall.

Les Marshallais sont des Micronésiens qui ont émigré du sud-est des îles Salomon ou nord du Vanuatu probablement il y a plusieurs milliers d'années (2 000 ans environ).
Bien que l'anglais soit une langue officielle et soit largement parlé, le marshallais est employé par le gouvernement. Le marshallais fait partie des langues micronesiennes de la famille des  langues austronésiennes. On en distingue deux dialectes : le ratak et le ralik, correspondant aux deux archipels principaux.
Les Îles Marshall abritaient 70 983 habitants en 2014, contre 63 174 en 2008.
Pratiquement tous les Marshallais sont chrétiens ; la plupart d'entre eux sont protestants.

### Villes de plus de2 000 habitants
Seules quatre villes dépassent les 2 000 habitants :
- Delap-Uliga-Darrit (capitale), 20 301 habitants (2012) ;
- Ebeye, 9 627 habitants (2012) ;
- Rairok, 6 390 habitants (2009) ;
- Laura, 2 200 habitants (2006).

## Culture
Les Marshallais étaient par le passé des navigateurs qui utilisaient les étoiles et des cartes faites de bâtons et de coquillages, les cartes à bâtonnets pour se diriger sur la mer. Ils étaient également fort expérimentés dans la fabrication de pirogues à balancier.

Pirogue à balancier traditionnelle des îles Marshall.

Dans le passé, l'art du tatouage était particulièrement développé dans les Îles Marshall. Ceux-ci couvraient une grande partie du corps des individus ; à tel point que, en octobre 1529, lorsque l'expédition d'Alvaro de Saavedra, au retour des Philippines, débarqua sur un atoll au nord-ouest des îles, les Espagnols furent tellement impressionnés par les tatouages des indigènes qu'ils appelèrent tout le groupe d'îles Los Pintados (« les peints ») et en ramenèrent quelques-uns pour les montrer à la cour.
| Date         | Nom                                    | Remarques |
| ------------ | -------------------------------------- | --- |
| 1er mars     | Jour des victimes de la bombe atomique | Hommage aux victimes des essais atomiques effectués dans la région. |
| 1er mai      | Jour de la constitution                | En 1979, les États-Unis reconnaissent la constitution et la création du gouvernement de la République des Îles Marshall. C'est la fête nationale.                                            |
| 3 juillet    | Fête des pêcheurs                      | Commémoration des premiers essais nucléaires effectués le 1er juillet 1946. Hommage aux pêcheurs victimes de ces essais.                                                                     |
| 4 septembre  | Rijerbal Day                           | Fête des travailleurs, appelés Rijerbal. |
| 25 septembre | Manit Day                              | Fête des douanes. |
| 17 novembre  | Jour du Président                      | Hommage rendu au premier président, Amata Kabua, qui est resté en poste de 1979 à 1996. Né dans le village de Jabor dans l'atoll de Jaluit en 1928, il décédera en 1996, à Honolulu, Hawaii. |
| 25 décembre  | Noël                                   | Fête chrétienne, commémore la naissance de Jésus de Nazareth. |